# Bradypodion
Bradypodion Fitzinger, 1843 è un genere di sauri della famiglia Chamaeleonidae.

## Descrizione
Comprende camaleonti di piccola taglia, di lunghezza non superiore ai 15 cm, che si caratterizzano per la presenza di una cresta gulare molto pronunciata e per l'assenza di dimorfismo sessuale: maschi e femmine sono all'apparenza indistinguibili senza una attenta analisi dei genitali esterni. La maggior parte delle specie presenta tubercoli e granulazioni lungo i fianchi.

## Biologia
Tutte le specie del genere Bradypodion sono vivipare e danno alla luce da 5 a 15 piccoli per volta, già autosufficienti.
La maturità sessuale viene raggiunta intorno ai 9 mesi. L'aspettativa di vita è di 3-5 anni.

## Distribuzione e habitat
Il genere è endemico del Sudafrica, ove è ampiamente diffuso, eccetto che nelle regioni desertiche del Grande Karoo e del Kalahari.

## Tassonomia
Comprende le seguenti specie:
- Bradypodion atromontanum Branch, Tolley & Tilbury, 2006 - camaleonte nano degli Swartberg
- Bradypodion caeruleogula Raw & Brothers, 2008
- Bradypodion caffer  (Boettger, 1889) - camaleonte nano del Transkei
- Bradypodion damaranum (Boulenger, 1887) - camaleonte nano di Knysna
- Bradypodion dracomontanum Raw, 1976 - camaleonte nano dei Drakensberg
- Bradypodion gutturale (Smith, 1849) - camaleonte nano di Robertson
- Bradypodion kentanicum (Hewitt, 1935)
- Bradypodion melanocephalum (Gray, 1865) - camaleonte nano dalla testa nera
- Bradypodion nemorale Raw, 1978
- Bradypodion ngomeense Tilbury & Tolley, 2009
- Bradypodion occidentale (Hewitt, 1935) - camaleonte nano del Namaqualand o camaleonte nano occidentale
- Bradypodion pumilum (Gmelin, 1789)
- Bradypodion setaroi Raw, 1976
- Bradypodion taeniabronchum (Smith, 1831) - camaleonte nano di Smith
- Bradypodion thamnobates Raw, 1976
- Bradypodion transvaalense (Fitzsimons, 1930)
- Bradypodion ventrale (Gray, 1845) - camaleonte nano meridionale